# Alejandro Lanari
Alejandro Fabio Lanari (Buenos Aires, 2 de maio de 1960) é um ex-futebolista profissional argentino, que atuava como goleiro.

## Carreira
Alejandro Lanari fez parte do elenco da Seleção Argentina de Futebol na Copa América de 91.

## Títulos
- Copa América: 1991 e 1993